# Zoo Charkiw
Koordinaten: 50° 0′ 10″ N, 36° 16′ 45,3″ O
Der Zoo Charkiw (ukrainisch Харківський зоопарк) ist ein Zoo, der sich in der Innenstadt der ostukrainischen Stadt Charkiw im Oblast Charkiw befindet. Es ist der älteste Zoo in der Ukraine.

## Geschichte
Die Geschichte des Zoo begann in den 1890er Jahren, als versucht wurde, ein Aquarium in der Stadt zu organisieren. Es gab jedoch auch Kritik an einer solchen Einrichtung und es wurde stattdessen der Plan für einen Zoo ausgearbeitet. 1895 war auf einer kleinen Fläche von ca. 2,5 Hektar ein experimenteller Bereich des Universitätsgartens eröffnet worden, der sich mit der Imkerei sowie der Seidenraupenzucht befasste. Aufgrund der geringen Größe gab es keinen Zugang für Besucher, die Anlage wird jedoch als Beginn eines Zoos betrachtet. Ab 1901 wurde eine Fischzuchtabteilung sowie ein Vivarium hinzugefügt und es wurden Tiere der lokalen Fauna sowie exotische Arten angeschafft.
Während der Oktoberrevolution waren die Anlagen zeitweise geschlossen. 1921 begannen umfangreiche Restaurierungsarbeiten, 1925 erwarb der Zoo seinen ersten asiatischen Elefanten zum Preis von 5300 Rubel von der Tierhandelsfirma Carl Hagenbeck aus Hamburg. In den folgenden Jahren folgten viele weitere Tiere. Durch die Erweiterung des Geländes 1929 konnten auf einer Teichlandschaft auch Wasservögel gezeigt werden.
Im Juli 2016 begannen umfangreiche Sanierungsmaßnahmen im Zoo. Viele Anlagen wurden gänzlich umgebaut und neu gestaltet. Die Arbeiten  wurden schrittweise durchgeführt und dauerten bis zum August 2021.
Der 15 Kilometer entfernte, an der nördlichen Peripherie von Charkiw gelegene Feldman-Ökopark wurde während des russischen Überfalls auf die Ukraine im Februar 2022 nahezu vollständig zerstört und viele Tiere starben dort. Demgegenüber erlitt der Zoo Charkiw vergleichsweise geringere Schäden. Da jedoch ein Schimpanse aus seinem Gehege entkommen konnte und frei durch die Straßen der Stadt lief, bevor er wieder eingefangen wurde, wird angenommen, dass das Gehege bei den Angriffen beschädigt worden war.

## Anlagen und Tierbestand
Im Zoo Charkiw  leben ca. 6800 Tiere in 385 Arten. Diese teilen sich in Säugetiere, Vögel, Reptilien, Amphibien und Fische auf und kommen aus allen Kontinenten. Außerdem gibt es einen Kinderzoo, Reitmöglichkeiten, ein Restaurant und ein Informationszentrum. In einem Ozeaneum wird den Besuchern in verschiedenen Schaubecken die aquatischen Tierwelt der Ozeane geboten.

## Galerie
Die nachfolgende Bildauswahl zeigt einige Tiere aus dem Bestand des Zoos in Charkiw:

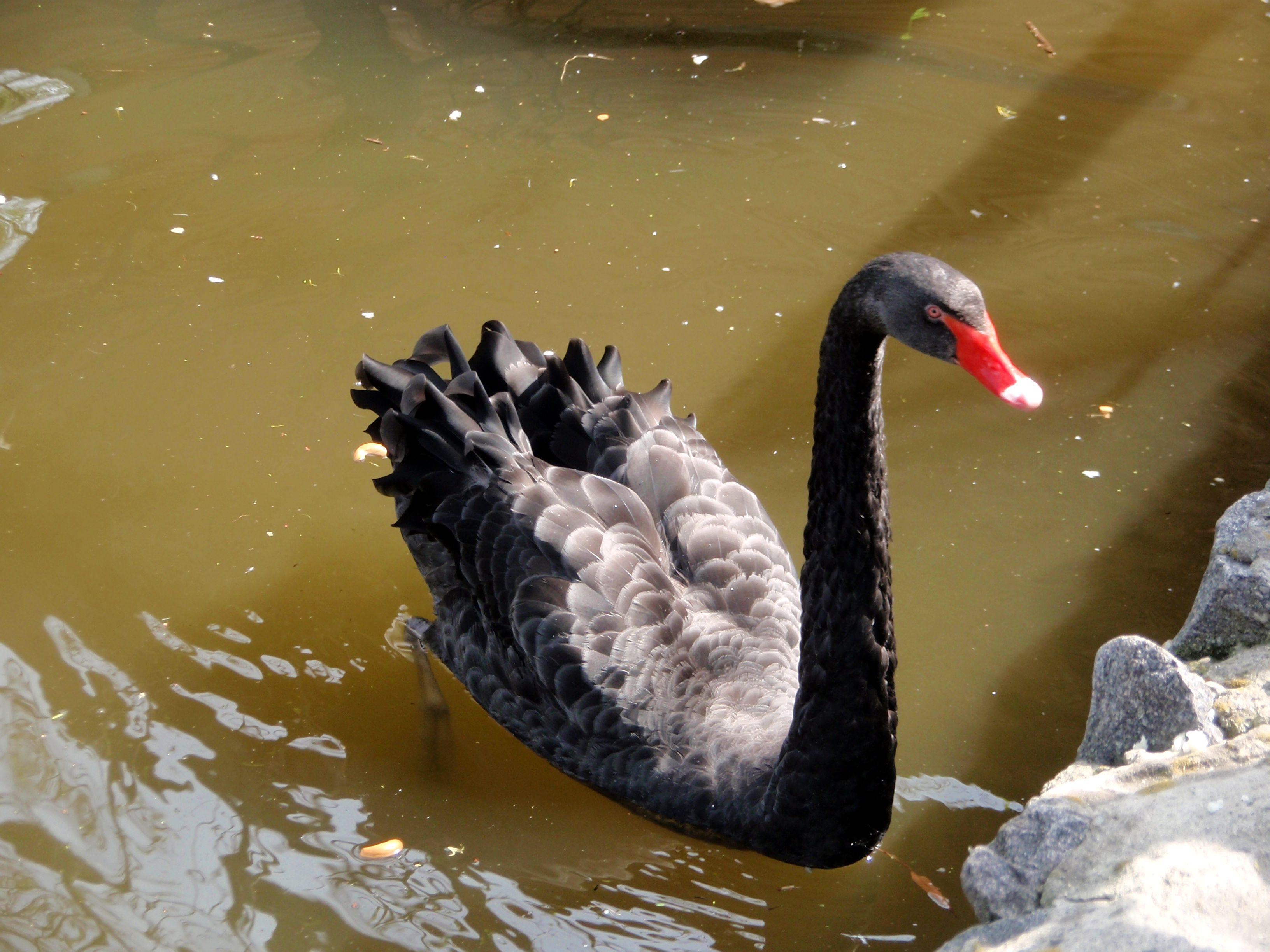
Schwarzschwan
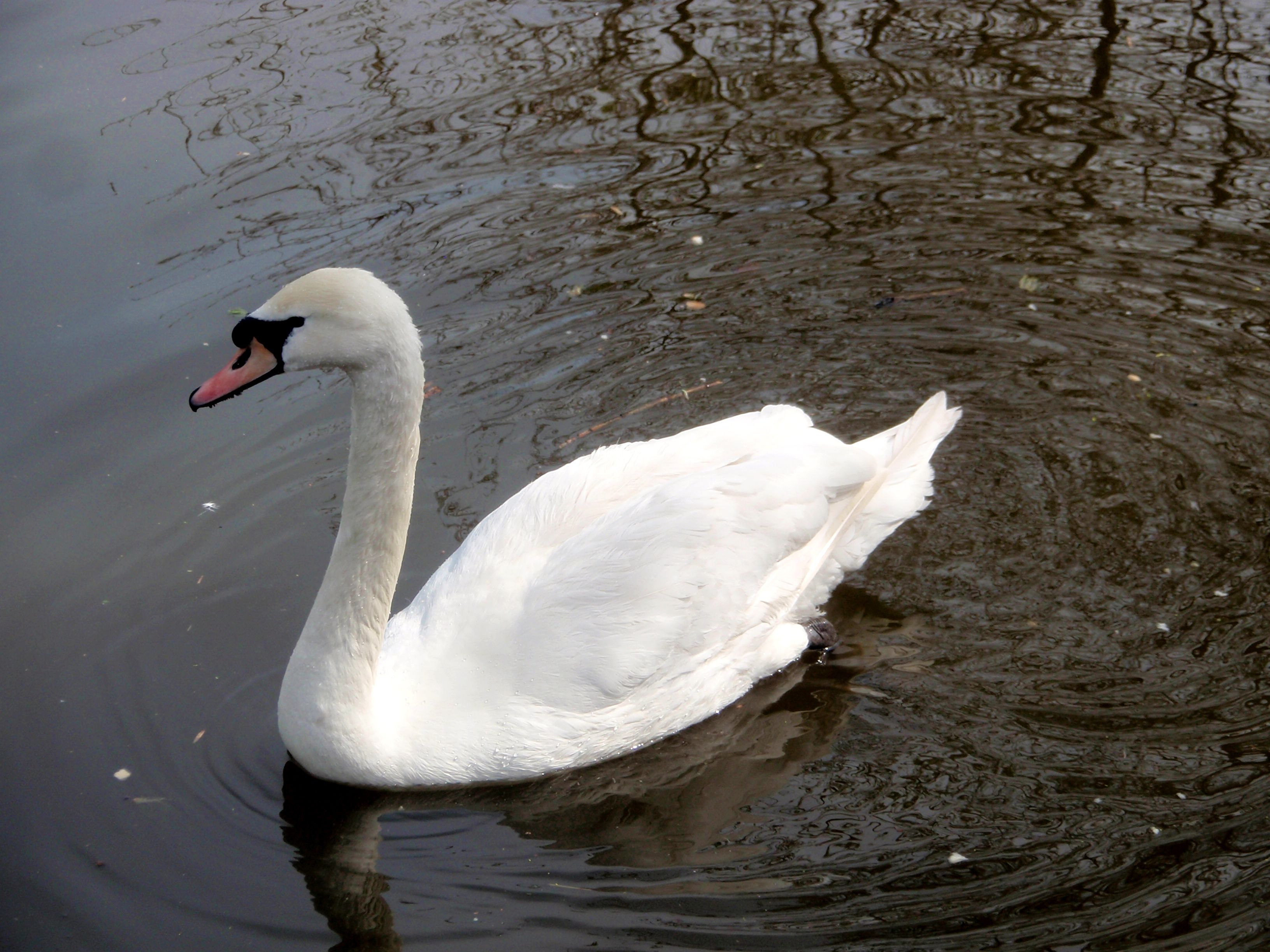
Höckerschwan
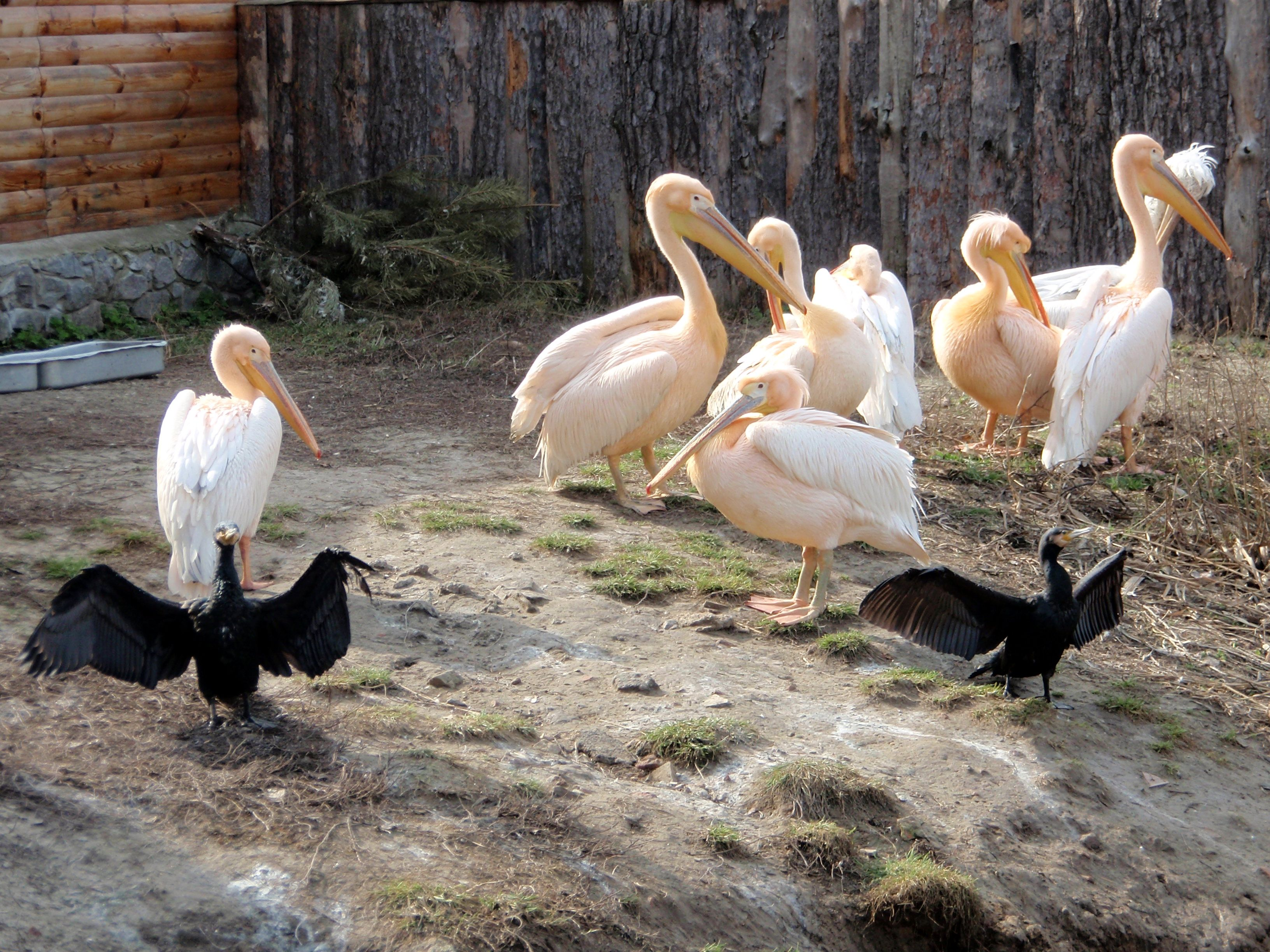
Rosapelikane und Kormorane
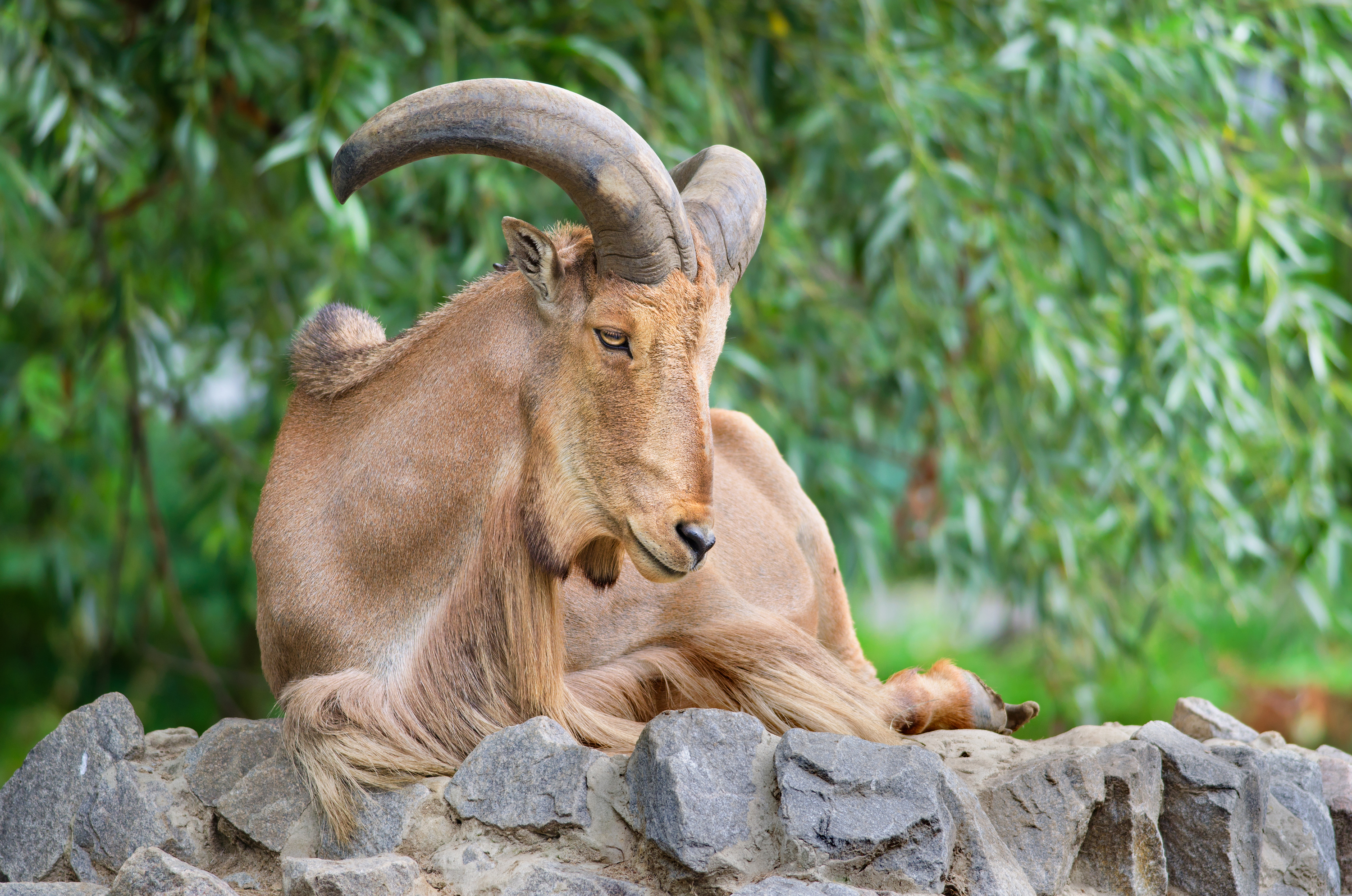
Mähnenspringer
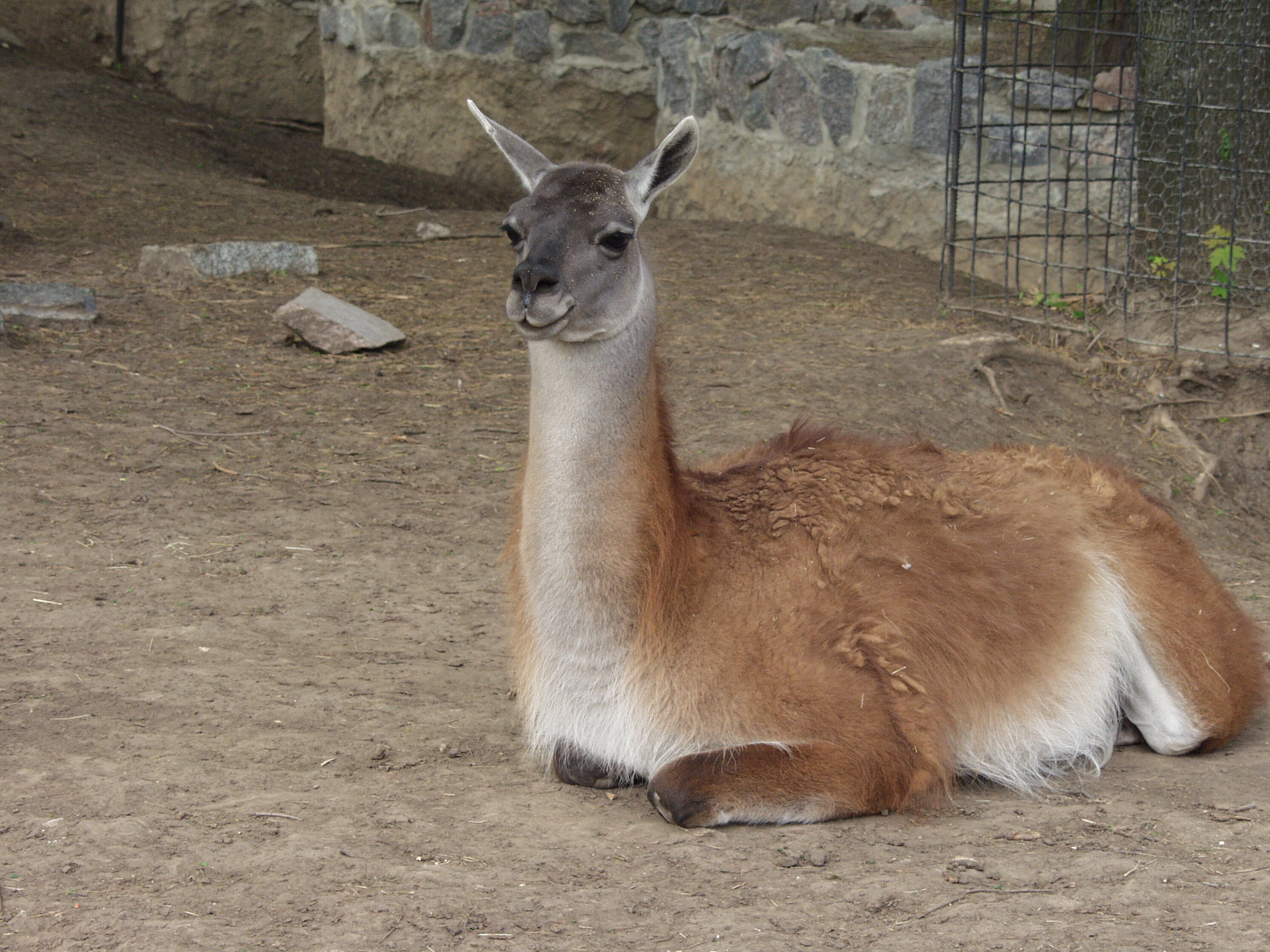
Lama
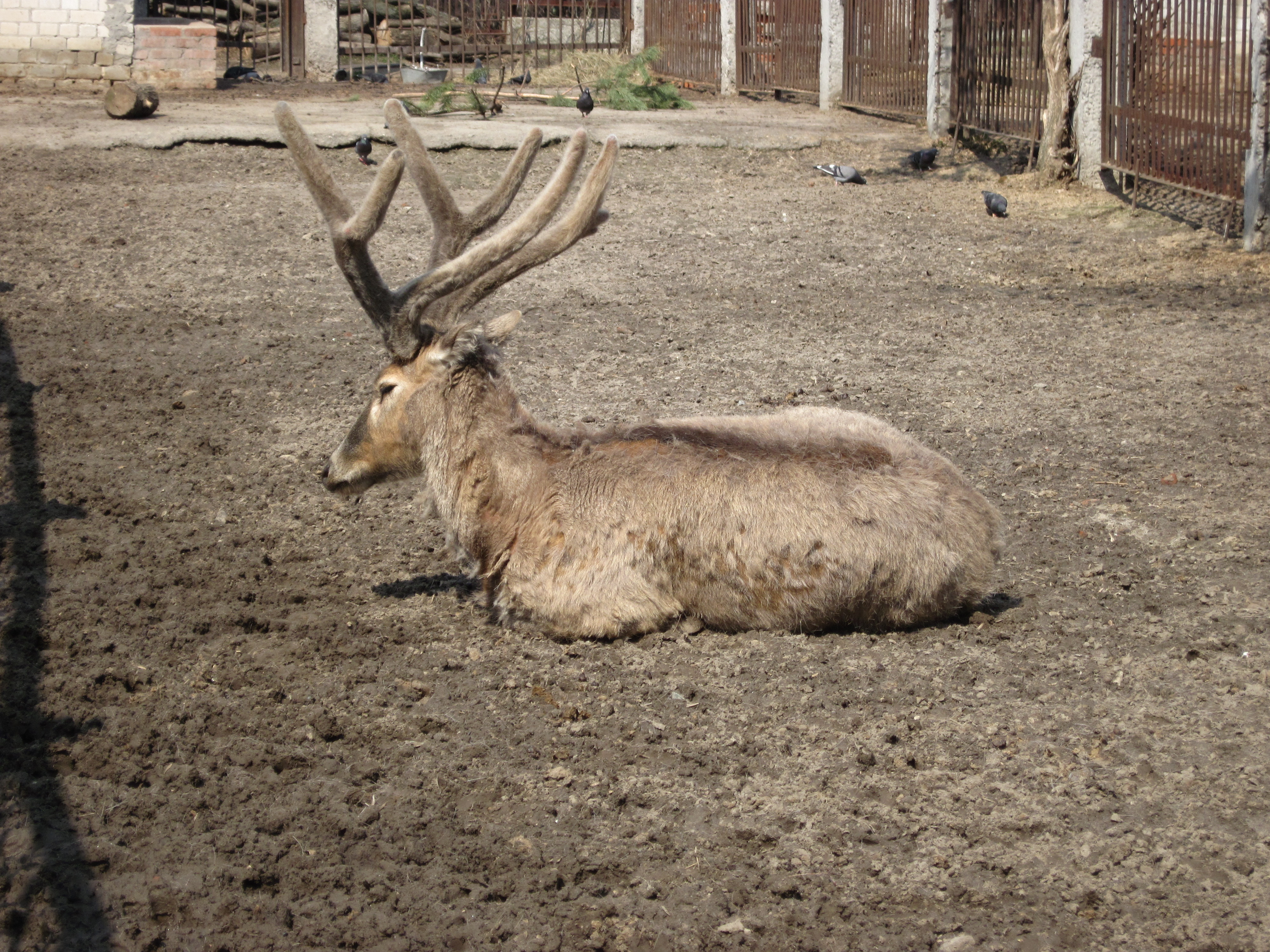
Davidshirsch
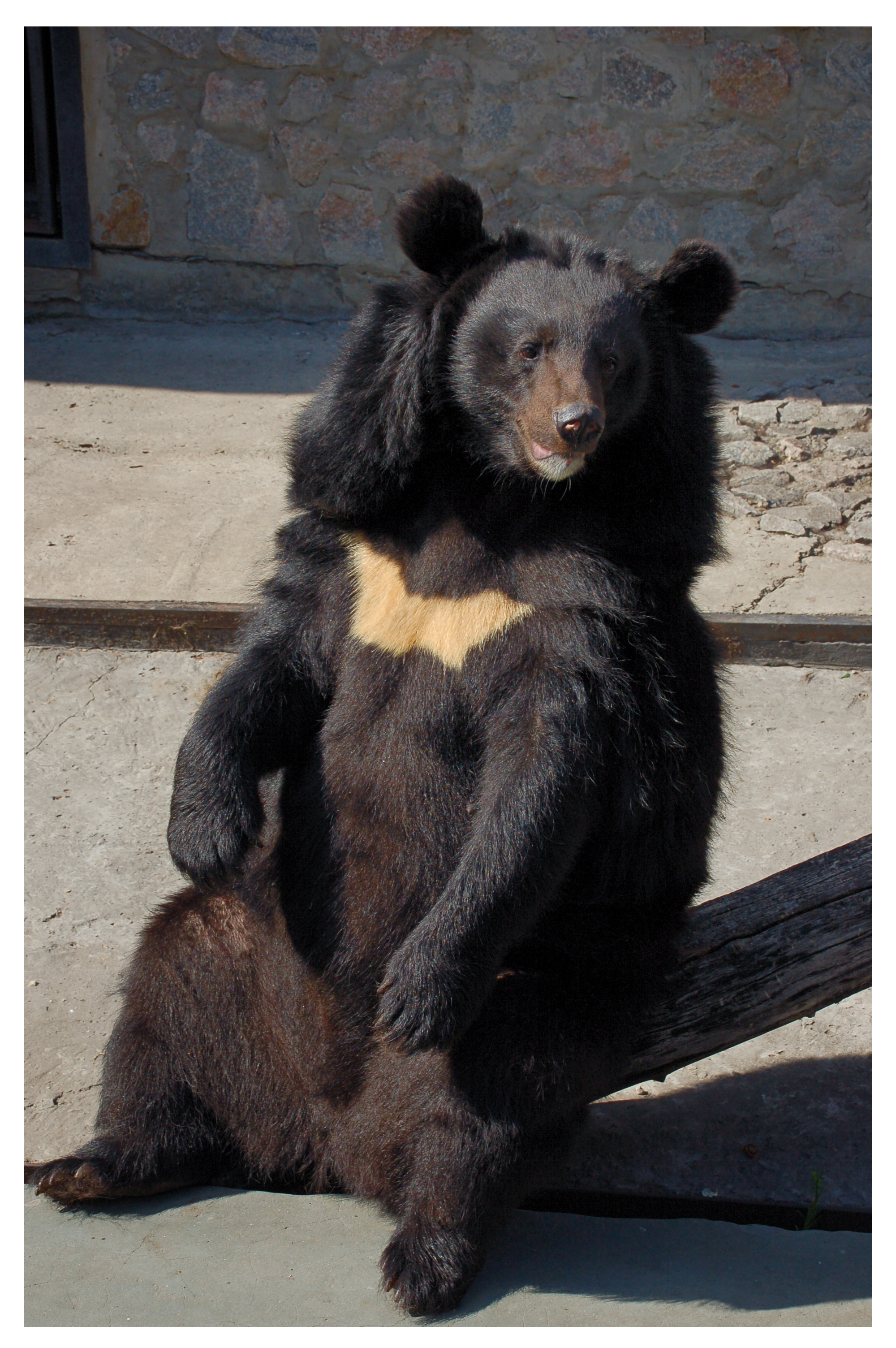
Kragenbär
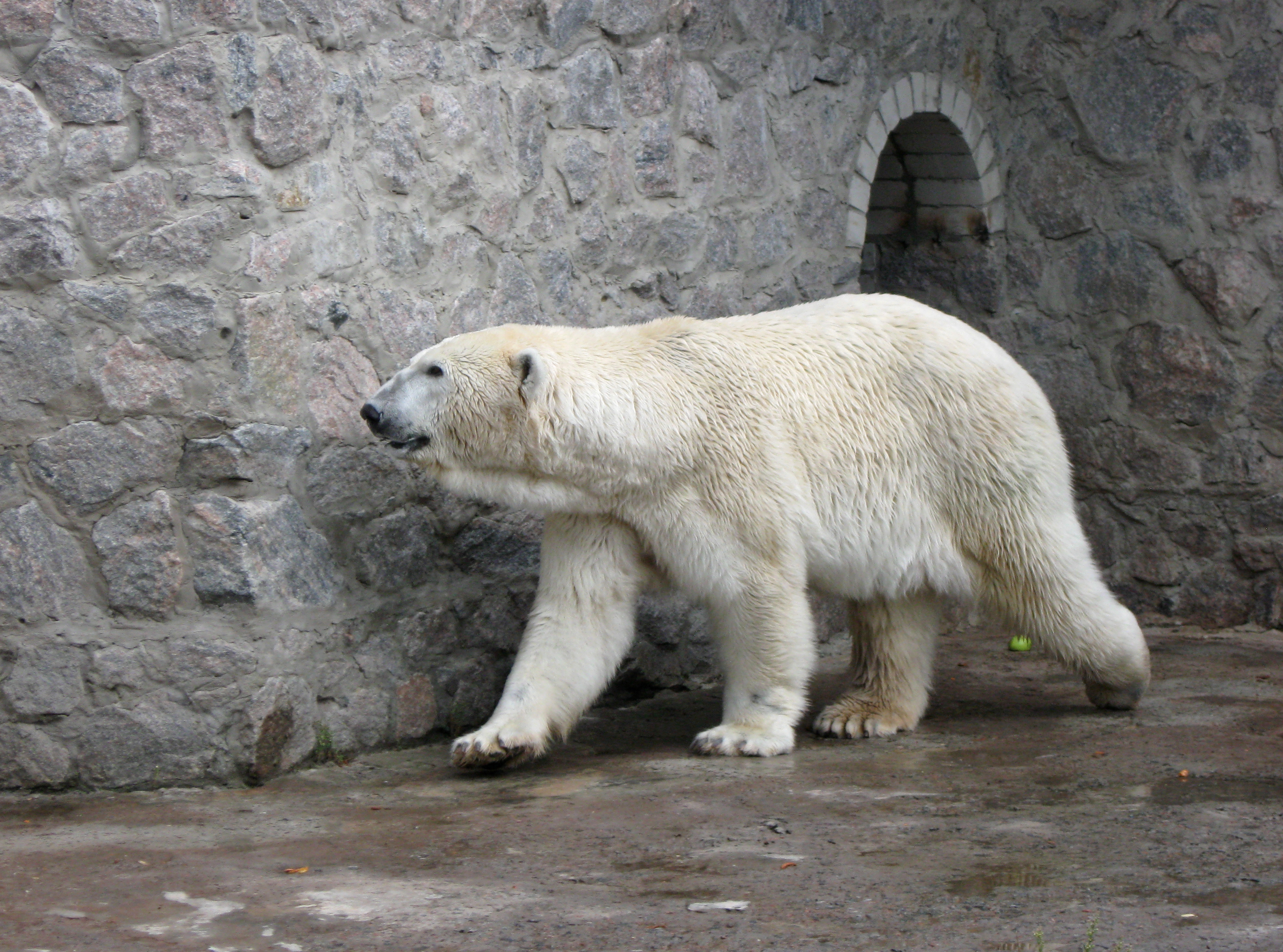
Eisbär
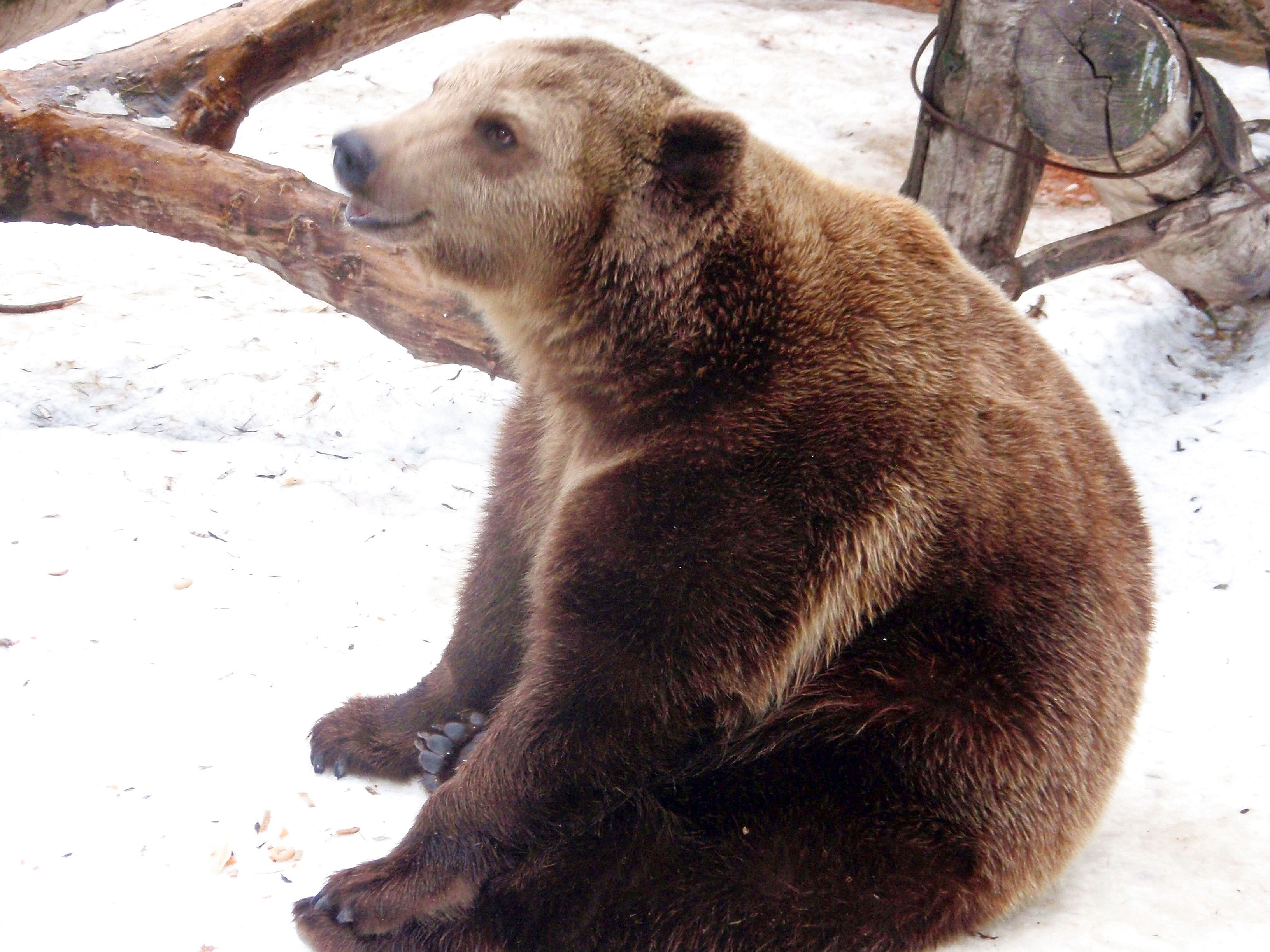
Braunbär
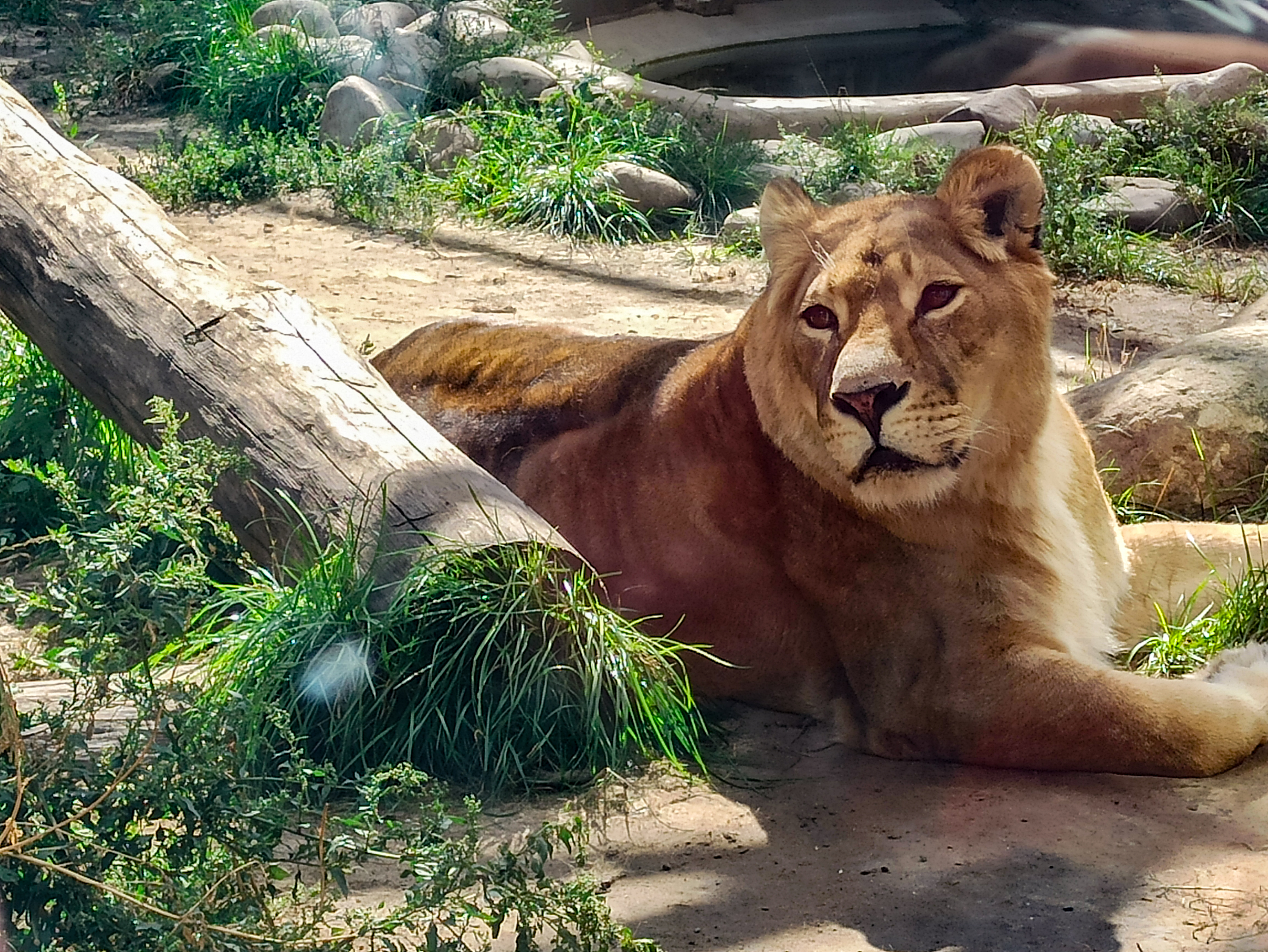
Löwin
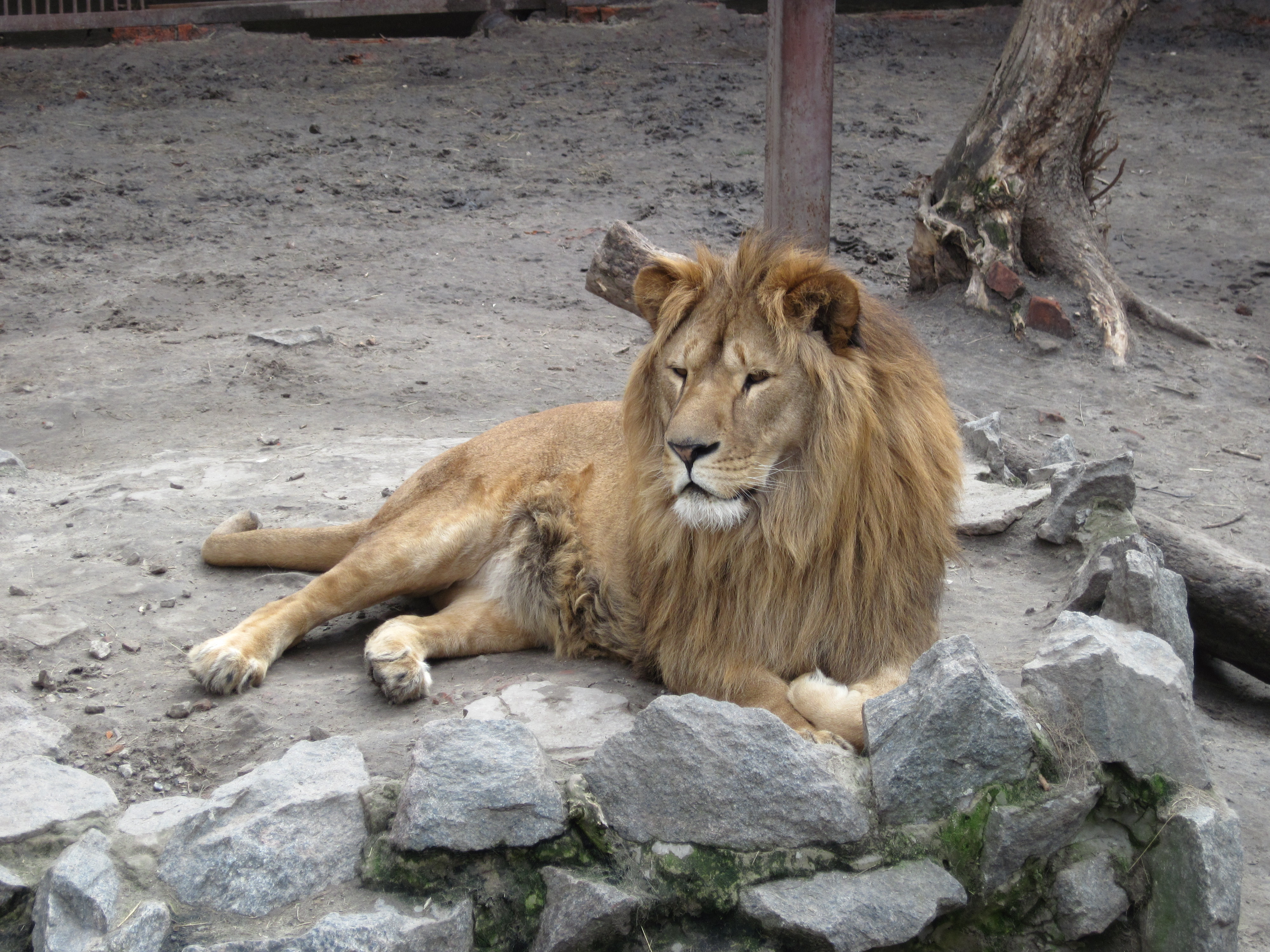
Löwenmännchen
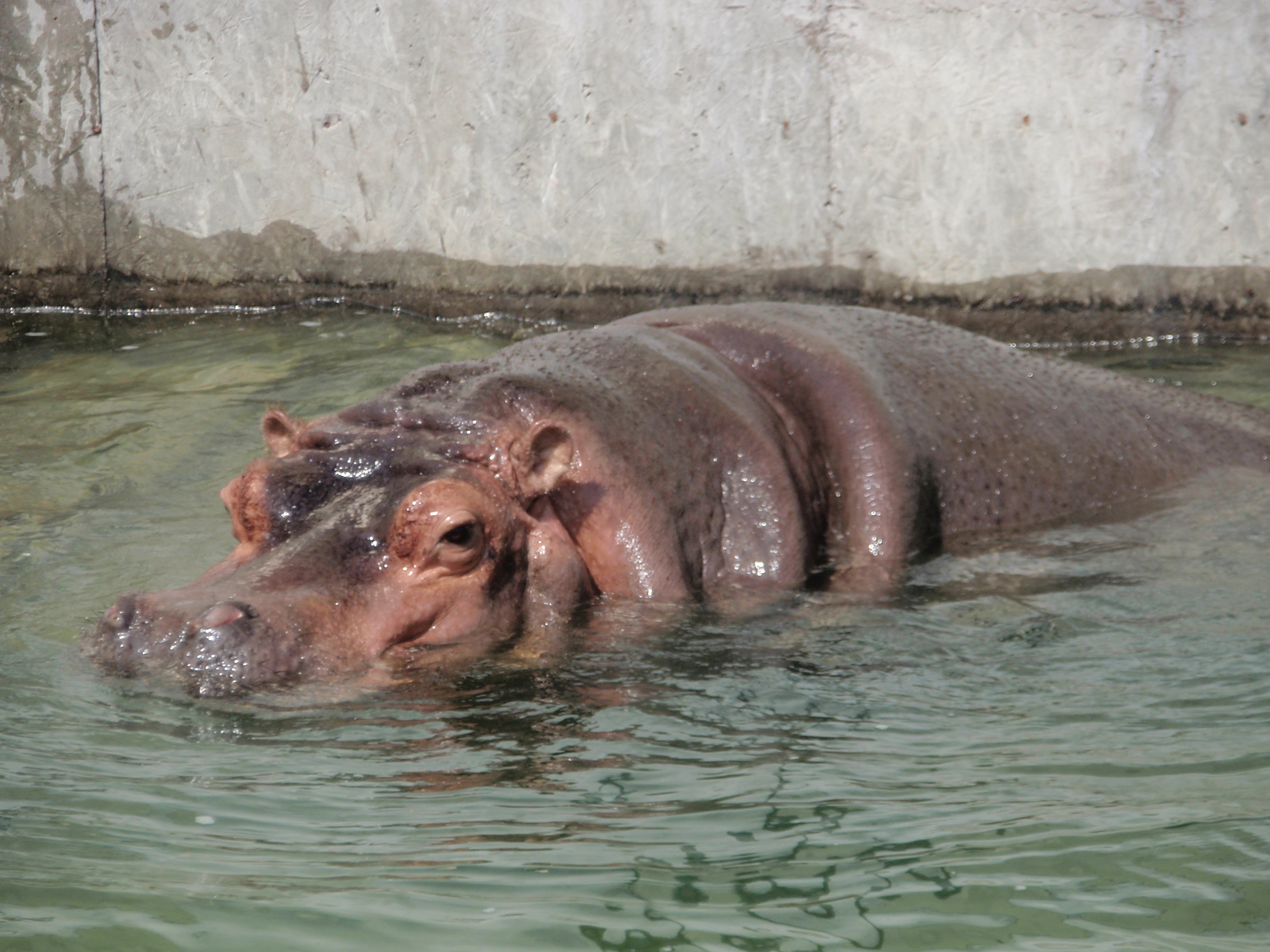
Flusspferd